# Aglauropsis jarli
Aglauropsis jarli is een hydroïdpoliep uit de familie Olindiasidae. De poliep komt uit het geslacht Aglauropsis. Aglauropsis jarli werd in 1955 voor het eerst wetenschappelijk beschreven door Kramp. 